# Cock o' the North
Pour les articles homonymes, voir Cock et North.
 (janvier 2024).
Clip vidéo
[vidéo] « Cock o' the North - by the massed pipes & drums as they march off at Gordon Barracks d'Aberdeen », sur YouTube
[vidéo] « Cock o' the North - Glengarry Highland Games 2018 », sur YouTube
Cock o' the North (Coq du Nord, en gaélique écossais) est une musique folklorique de pipe band écossais du XIXe siècle. 

## Histoire
Cette composition est à l'origine une marche militaire de pipe band écossais, et une jig, dont le compositeur n'est pas connu, imprimée en 1816 sous le titre Gairm n'an Coileach,,. 
Elle est nommée d'après le surnom du duc Alexander Gordon, chef du Clan Gordon, du nord-est de l'Écosse, qui leva en 1794 le 92e régiment d'infanterie de coalition de l'Armée britannique, devenu les Gordon Highlanders de 1881 à 1994.
Cet air devient alors un des hymnes traditionnels historiques de ce régiment écossais, ainsi que d'autres régiments de Highlanders de l'Empire britannique, dont les 48th Highlanders of Canada, The King's Own Scottish Borderers, The Royal Canadian Regiment, 41st Battalion, Royal New South Wales Regiment (en), Cape Town Highlanders (en)...

## Championnats nord-américains de cornemuses

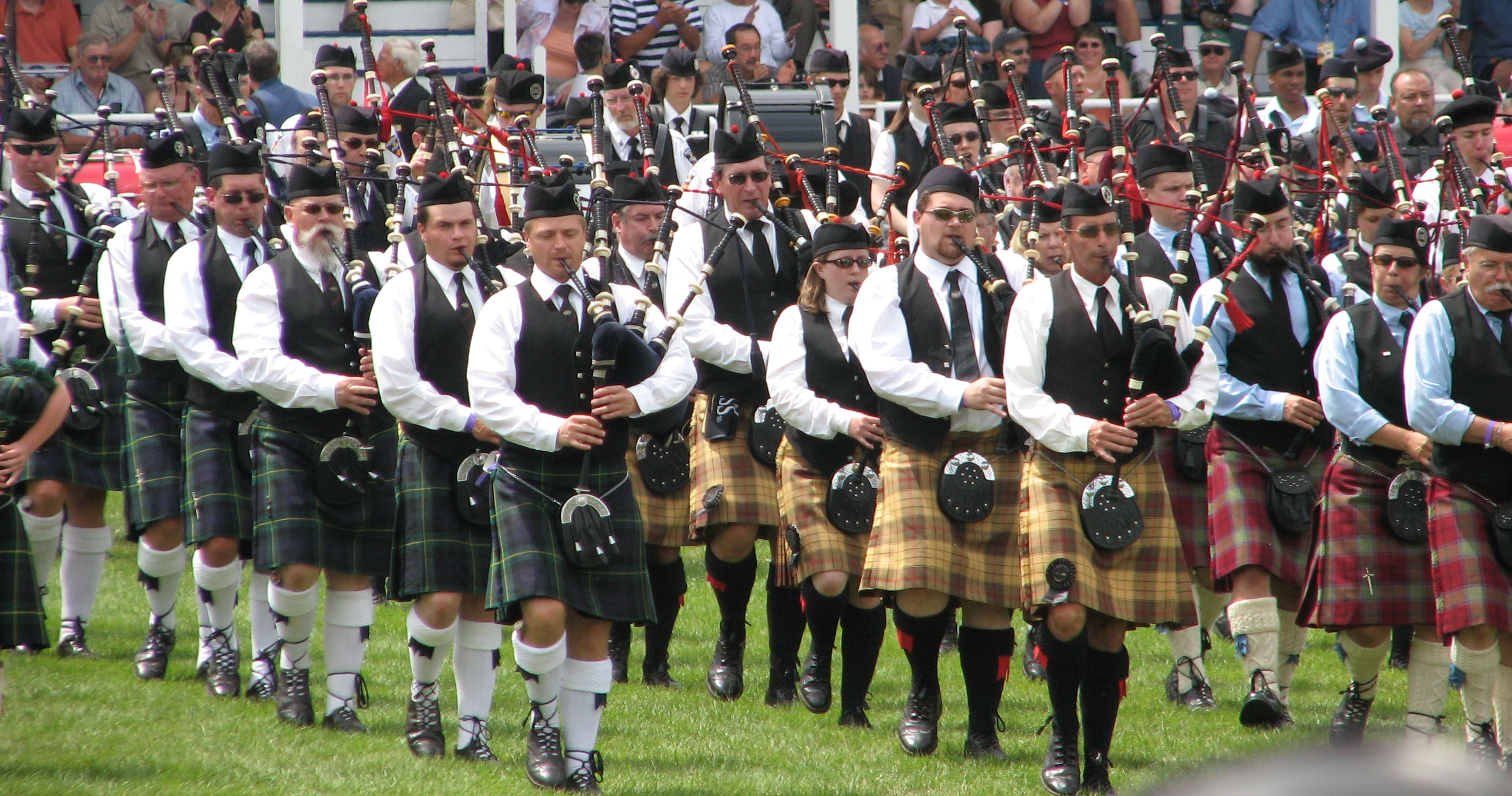
Championnats nord-américains de cornemuses » des « Jeux des Highlands de Glengarry » au Canada.

Il est interprété par un « Massed Bands » groupement de plus de 50 groupes de cornemuses & tambours, en ouverture des « championnats nord-américains de cornemuses » annuels des « Jeux des Highlands de Glengarry » au Canada (Glengarry Highland Games (en)). 

## Au cinéma
- 1970 : Waterloo, de Sergueï Bondartchouk, avec Orson Welles, interprété et dansée par les Gordon Highlanders à la bataille de Waterloo[8],[9].